# Ayyampettai (Kanchipuram)
Ayyampettai è una suddivisione dell'India, classificata come census town, di 6.022 abitanti, situata nel distretto di Kanchipuram, nello stato federato del Tamil Nadu. In base al numero di abitanti la città rientra nella classe V (da 5.000 a 9.999 persone).

## Geografia fisica
La città è situata a 12° 49' 25 N e 79° 45' 37 E.

## Società

### Evoluzione demografica
Al censimento del 2001 la popolazione di Ayyampettai assommava a 6.022 persone, delle quali 3.104 maschi e 2.918 femmine. I bambini di età inferiore o uguale ai sei anni assommavano a 628, dei quali 341 maschi e 287 femmine. Infine, coloro che erano in grado di saper almeno leggere e scrivere erano 3.988, dei quali 2.319 maschi e 1.669 femmine.